# Lookaftering
Lookaftering è il secondo album in studio della cantautrice inglese Vashti Bunyan, pubblicato nel 2005, a 35 anni di distanza dal precedente.

## Tracce
Tutte le tracce sono state scritte da Vashti Bunyan.
1. Lately – 2:21
2. Here Before – 2:05
3. Wayward – 3:06
4. Hidden – 3:20
5. Against the Sky – 3:10
6. Turning Backs – 4:28
7. If I Were – 2:15
8. Same but Different – 3:38
9. Brother – 2:10
10. Feet of Clay – 4:29
11. Wayward Hum – 4:26

## Formazione
- Vashti Bunyan – chitarra acustica, voce
- Max Richter – piano, glockenspiel, organo Hammond, mellotron, vibrafono, fender Rhodes, bicchieri
- Kevin Barker – chitarra elettrica
- Devendra Banhart – chitarra acustica
- Marcelo DeOliviera – chitarra acustica
- Rebecca Wood – oboe, corno inglese
- Robert Kirby – corno francese, tromba
- Joanna Newsom – arpa
- Adam Pierce – dulcimer
- Adem – armonium, autoharp
- Fiona Brice – archi
- Ian Burdge – archi
- Gillon Cameron – archi
- John Mercalfe – archi
- Frances Dewar – archi